# Związek gmin Schefflenztal
Związek gmin Schefflenztal – związek gmin (niem. Gemeindeverwaltungsverband) w Niemczech, w kraju związkowym Badenia-Wirtembergia, w rejencji Karlsruhe, w regionie Rhein-Neckar, w powiecie Neckar-Odenwald. Siedziba związku znajduje się w miejscowości Billigheim, przewodniczącym jego jest Reinhold Berberich.
Związek zrzesza dwie gminy wiejskie:
- Billigheim, 5 880 mieszkańców, 48,97 km²
- Schefflenz, 4 270 mieszkańców, 36,97 km²